# Lawrence Brainerd

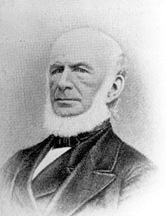
Lawrence Brainerd

Lawrence Brainerd, född 16 mars 1794 i East Hartford i Connecticut, död 9 maj 1870 i St. Albans i Vermont, var en amerikansk abolitionist, affärsman och politiker. Han representerade delstaten Vermont i USA:s senat 1854–1855.
Brainerd bodde i Troy från 1803 till 1808 och flyttade sedan till St. Albans. Han arbetade först som lärare och blev sedan anställd av ett handelshus. Han gjorde en lång karriär inom handeln samt bank-, sjöfarts- och järnvägsbranscherna. Han aktiverade sig tidigt för avskaffandet av slaveriet. Han bytte 1840 parti från Whigpartiet till abolitionistiska Liberty Party och kandiderade i flera guvernörsval i Vermont. Han gick sedan med i Free Soil Party och representerade det partiet i senaten från oktober 1854 till mars 1855. Han efterträddes som senator av Jacob Collamer.
Efter att ha representerat Free Soil Party i senaten bytte Brainerd 1855 parti till Republikanska partiet och valdes till ordförande för republikanerna i Vermont. Brainerd tog sedan aktivt del i planeringsarbetet inför republikanernas första nomineringskonvent år 1856. Han var en viktig initiativtagare i saken tillsammans med kollegan David Wilmot från Pennsylvania. John C. Frémont blev den första presidentkandidaten i partiets historia.
Brainerd avled 1870 och gravsattes på Greenwood Cemetery i St. Albans. Hans dotter Ann Eliza var gift med järnvägsmagnaten och guvernören i Vermont J. Gregory Smith. Svärsonen Smith grundade Brainerd i Minnesota och valde namnet åt staden efter sin fru Ann Eliza och sin svärfar Lawrence Brainerd.